# Puntada (fil)
Una puntada és el mètode d'assegurar el fil, travessant amb una agulla o un altre instrument punxegut un material tèxtil al cosir o brodar per fabricar peces de vestir o qualsevol tipus d'article que necessiti confecció.

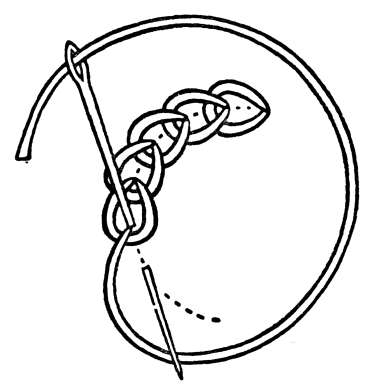
Puntada de cadeneta.

Hi ha molts tipus de puntades, entre altres:
- Embasta
- Puntada de cadeneta
- Puntada de creu
- Puntada al realç
- Repunt o puntada de cadeneta normalment realitzada per una màquina de cosir.

Les puntades, com a mètode d'unir dos trossos de material entre si es remunten a la prehistòria. Es realitzaven amb agulles de fusta, roca o os i brins vegetals o de pell d'animals.